# Глуфишево
Глуфи́шево (болг. Глуфишево) — село в Сливенській області Болгарії. Входить до складу общини Сливен.

## Населення
За даними перепису населення 2011 року у селі проживали 699 осіб.
Національний склад населення села:
| Національність   | Кількість осіб | Відсоток |
| ---------------- | -------------- | -------- |
| болгари          | 302            | 55,1 %   |
| цигани           | 244            | 44,5 %   |
| Всього відповіли | 548            |          |

Розподіл населення за віком у 2011 році:
Динаміка населення: